# Ермолаев, Афанасий Семёнович
Афанасий Семёнович Ермола́ев (6 января 1904, Клины, Калужская губерния — 5 октября 1977, Ленинград) — советский конструктор танков и тракторов, дважды лауреат Сталинской премии, инженер-полковник (1945 год).

## Биография
Родился 6 января 1904 года в селе Клины (ныне Медынский район, Калужская область).
С 1932 года — на военной службе: поступил в Военную академию механизации и моторизации РККА. В 1934 году окончил её и был назначен конструктором специального конструкторского бюро Кировского завода в Ленинграде. Сначала участвовал в производстве основного танка Т-28, а затем в создании тяжёлого танка (под общим руководством Ж. Я. Котина), получившего наименование СМК. На этапах эскизного, технического проектирования и изготовления макетных образцов танка, рассмотрения их соответствующими комиссиями, техническое руководство осуществлял Н. В. Цейц, после увольнения которого, дальнейшие работы по изготовлению опытного образца СМК были поручены Ермолаеву. Опытный образец танка СМК успешно использовался в советско-финляндской войне, в боях на Карельском перешейке зимой 1940 года.
Во время Великой Отечественной войны А. С. Ермолаев — ведущий конструктор, заместитель главного конструктора, а с марта 1942 года — главный конструктор ОКБ опытного танкового завода № 100 по разработке тяжёлых танков: КВ-8 и КВ-1С (1942), КВ-85, ИС-1 и ИС-2 (1943); тяжёлого САУ — СУ-152 и ИСУ-152 (1943), ИСУ-122 (1944), выполненных на базе танков КВ-1С и ИС. В 1946 году принят в члены ВКП(б).
После войны до 1949 года работал на Челябинском тракторном заводе, затем переехал в Ленинград, где руководил созданием тяжёлых танков Т-10 (1953 год), а также участвовал в разработке новых конструкций танков, тракторов С-80 и К-700.
Умер 5 октября 1977 года в Ленинграде. Похоронен был также в Ленинграде.

## Награды
- два ордена Ленина

1. 17.04.1940 — за успешную работу и проявленную инициативу по укреплений обороноспособности нашей страны[1]
2. 05.08.1944 — за успешное выполнение заданий Государственного Комитета Обороны по созданию новых конструкций тяжёлых танков и артиллерийских самоходных установок

- орден Октябрьской революции
- орден Кутузова I степени (16.9.1945)
- орден Кутузова II степени (19.4.1945)
- орден Трудового Красного Знамени (05.06.1942)
- Сталинская премия второй степени (1943) — за усовершенствование конструкций тяжёлых станков
- Сталинская премия первой степени (1946) — за создание нового образца тяжёлого артсамохода[2]
- Медаль «За победу над Германией в Великой Отечественной войне 1941—1945 гг.»
- Медаль «За оборону Ленинграда»